# بلاتسيس كون
بلاتسيس كون (بالإنجليزية: Con Blatsis)‏ مواليد 6 يوليو 1977 في ملبورن، هو لاعب كرة قدم أسترالي سابق كان يلعب كمدافع. لعب خلال مسيرته 159 مباراة سجل خلالها 6 أهداف.

## المسيرة الاحترافية

### أندية لعب لها
- ديربي كاونتي
- كولتشستر يونايتد

## روابط خارجية
- بلاتسيس كون على موقع الاتحاد الدولي (مؤرشف)  (الإنجليزية)
- بلاتسيس كون على موقع اتحاد تركيا (لاعب) (الإنجليزية)
- بلاتسيس كون على موقع قاعدة بيانات كرة القدم.إي يو (الإنجليزية)
- بلاتسيس كون على موقع ناشيونال فوتبول تيمز (الإنجليزية)
- بلاتسيس كون على موقع عالم كرة القدم.نت (الإنجليزية)
- بلاتسيس كون على موقع أوليمبيديا (الإنجليزية)
- بلاتسيس كون على موقع اللجنة الأولمبية الأسترالية (الإنجليزية)